# Älgmyrtjärnen (Bjurholms socken, Ångermanland)
Älgmyrtjärnen är en sjö i Bjurholms kommun i Ångermanland och ingår i Öreälvens huvudavrinningsområde.